# Улейно (Великопольське воєводство)
Улейно (пол. Ulejno, нім. Deutschwehr) — село в Польщі, у гміні Сьрода-Велькопольська Сьредського повіту Великопольського воєводства.
Населення — 77 осіб (2011).
У 1975-1998 роках село належало до Познанського воєводства.

## Демографія
Демографічна структура станом на 31 березня 2011 року:
|          | Загалом | Допрацездатний вік | Працездатний вік | Постпрацездатний вік |
| -------- | ------- | ------------------ | ---------------- | -------------------- |
| Чоловіки | 40      | 5                  | 33               | 2                    |
| Жінки    | 37      | 11                 | 19               | 7                    |
| Разом    | 77      | 16                 | 52               | 9                    |